# جرد کاننیر
جرد کاننیر (انگلیسی: Jared Cannonier؛ زادهٔ ۱۶ مارس ۱۹۸۴) ورزشکار هنرهای رزمی ترکیبی اهل ایالات متحده آمریکا است. وی از سال ۲۰۱۱ میلادی تاکنون مشغول فعالیت بوده‌است.